# Anastasio (cónsul 517)

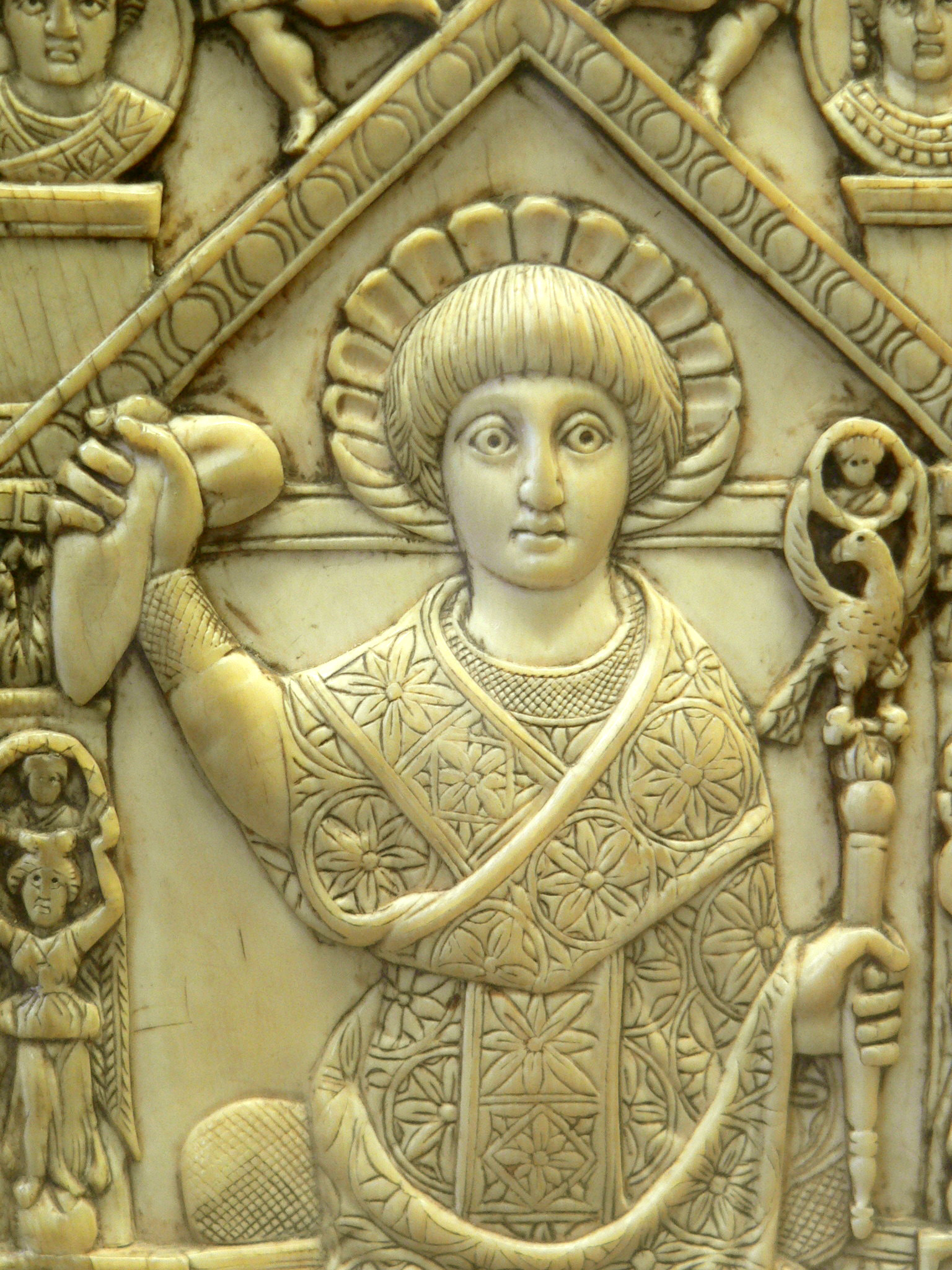
Anastasio vistiendo las vestiduras y las insignias de un cónsul romano. En su mano izquierda sostiene un bastón con el aquila, y en la derecha, el paño que se dejaba caer para señalar el inicio de las carreras del Hipódromo.

Flavio Anastasio Paulo Probo Sabiniano Pompeyo Anastasio (en griego antiguo: Φλάβιος Αναστάσιος Παύλος Πρόβος Σαβινιανός Πομπήιος Αναστάσιος; fl. 517) fue un político del Imperio Romano de Oriente.

## Vida
Anastasio era hijo de Sabiniano, cónsul en 505, y de una sobrina del emperador Anastasio I, lo que lo convertía en sobrino nieto del emperador. Pudo haber sido hermano de Probo Magno, cónsul en 518. Estuvo casado con la hija ilegítima de la emperatriz Teodora, cuyo nombre no ha sobrevivido. Tuvieron un hijo, Anastasio, que se casó con Juliana, hija de Probo.
Ejerció el consulado durante el año 517. Su díptico consular se conserva en la Biblioteca Nacional de Francia. Según la inscripción (CIL V, 8120 CIL XIII, 10032 ) ostentaba el título honorífico de comes domesticorum equitum.